# Pellenes striolatus
Pellenes striolatus är en spindelart som beskrevs av Wesolowska, van Harten 2002. Pellenes striolatus ingår i släktet Pellenes och familjen hoppspindlar. Inga underarter finns listade i Catalogue of Life.